# Gymnophora multipinnacula
Gymnophora multipinnacula är en tvåvingeart som beskrevs av Brown 1987. Gymnophora multipinnacula ingår i släktet Gymnophora och familjen puckelflugor. Inga underarter finns listade i Catalogue of Life.